# Großzöberitz
Großzöberitz is een plaats en voormalige gemeente in de Duitse deelstaat Saksen-Anhalt, en maakt deel uit van de Landkreis Anhalt-Bitterfeld.
Großzöberitz telt 556 inwoners.